# グリーンハウス (フードサービス)
株式会社グリーンハウスは、東京都新宿区に本社を置く、会社、工場、学校、病院、シルバー施設などの食堂運営、給食提供の業務やレストラン、デリカショップ運営、ホテルの経営受託などを行う企業。とんかつ「新宿さぼてん」のチェーン店展開で知られる。

## 概要
1947年、創業者の田沼文藏が、慶應義塾大学の学生寮の管理を任され、食堂を運営したのが給食事業のはじまり。
1955年、記念館建設のため食堂の立ち退きを大学から言い渡されるが、移転して事業を継続。
1960年頃から、慶應義塾大学OBとのつながりから事業を急速に拡大し、国内でも屈指の給食事業会社に成長した。

## 沿革
- 1947年（昭和22年）4月1日 - 田沼文蔵が慶應義塾大学の嘱託となり、大学予科食堂を経営。
- 1954年（昭和29年）3月 - 有限会社グリーンハウスを設立。社名は、慶應義塾の塾生から公募した。
- 1959年（昭和34年）2月20日 - 横浜市港北区日吉に資本金200万円にて株式会社グリーンハウスに改組する。
- 1989年（平成元年）4月 - グリーン食品株式会社を合併。
- 1994年（平成6年）- グリーンハウスフーズから、中国料理「謝朋殿」が営業譲渡される。
- 2002年（平成14年）2月 - 株式会社ジー・ティー・フードサービスを合併。
- 2006年（平成18年）3月22日 - グリーンハウスフーズと株式交換。
- 2008年（平成20年）- 「西安餃子」「粥餐庁」等をグリーンハウスフーズへ営業譲渡する。
- 2009年（平成21年）- 「謝朋殿」をグリーンハウスフーズへ営業譲渡する。

## 主なレストラン
とんかつ
- とんかつ「新宿さぼてん」- メイン業態。「デリカさぼてん」はテイクアウト専門店。
- とんかつ かつ匠 蒲田グランデュオ店・荻窪ルミネ店・エスパル仙台店

中華料理
- 四川豆花飯荘 (シセントウファハンソウ)  東京店（新丸の内ビルディング）
- 中国料理 謝朋殿（シャホウデン）
- 西安餃子（シーアンギョウザ）
- 西安健菜キッチン
- おかゆと麺の店 粥餐庁（カユサンチン）

イタリアン
- ピアットジョルノ セレオ国分寺店

その他
- SPANISH DINING Rico （スペイン料理）
- UDONつるこし （うどん）

## 主な関連会社
- ウェルネス伯養軒（連結子会社）
- キャニー
- asken（100%出資、あすけん運営会社）